# .io
.io è il dominio di primo livello nazionale assegnato al territorio britannico dell'Oceano Indiano.
È gestito da Internet Computer Bureau (ICB), società interamente acquistata da Afilias nell'aprile 2017.
Il dominio è diventato popolare tra le startup tecnologiche per via della somiglianza con l'abbreviazione I/O (input/output). In seguito alla diffusione di videogiochi per browser come Agar.io e Slither.io è stata coniata la definizione inglese .io games per definire questo tipo di giochi online multigiocatore.
In seguito all'annuncio nell'ottobre 2024 della firma del trattato da parte del Regno Unito che prevede la cessione del territorio britannico dell'Oceano Indiano a Mauritius, alcuni esperti hanno evidenziato che il dominio vada ritirato in base al regolamento dell'Internet Assigned Numbers Authority.